# Jan Varinus
Jan Varinus OFM (cca 1630?– 1680), též Varin nebo Warin byl český františkán období druhého rozvoje tohoto řádu v českých zemích po polovině 17. století. Podle dalších známých životních se narodil zřejmě okolo roku 1630, jistě pak před rokem 1635. Proslul zejména jako kazatel, v řádových pramenech a svých knihách je titulován jako "slavný kazatel" nebo "generální kazatel". Jako klerik připravující se na kněžství studoval u františkánů v Praze v roce 1645, následovala blíže nezjištěná studia teologie. Jako český kazatel působil zřejmě v řadě klášterů. V letech 1664–1665 a 1678–1679 se takto krátce objevuje v konventu v Jindřichově Hradci, kde působil mezitím rovněž jako kvardián v letech 1668–1669.
Tiskem vyšlo jeho oslavné kázání historika a pražského světícího biskupa Tomáše Pěšiny z Čechorodu pronesené v Plzni 17. května 1676: Svědectví Pravdy, vydané ku poctivosti a slávě vysoce důstojně velebného, vysoce učeného, urozeného Pána, Pana Tomáše Jana Pešyny z Cžechorodu, Biskupa Samandryenského, Královského Hlavního Kostela S. Víta na Hradě Pražském Děkana...
Varinus rovněž napsal krátký spis o františkánském světci Petru z Alkantary při příležitosti jeho kanonizace: Kratičký vejtah ctností a zázrakúv svatého Petra z Alcanatary. Byl vydán roku 1669 a věnován jménem pražského kvardiána Antonína Bruodina osobě Viléma Albrechta Krakovského z Kolovrat.
Františkán Jan Varinus zemřel 9. července 1680 klášteře v Hájku.